# Friedrich Neumann (Musikpädagoge)

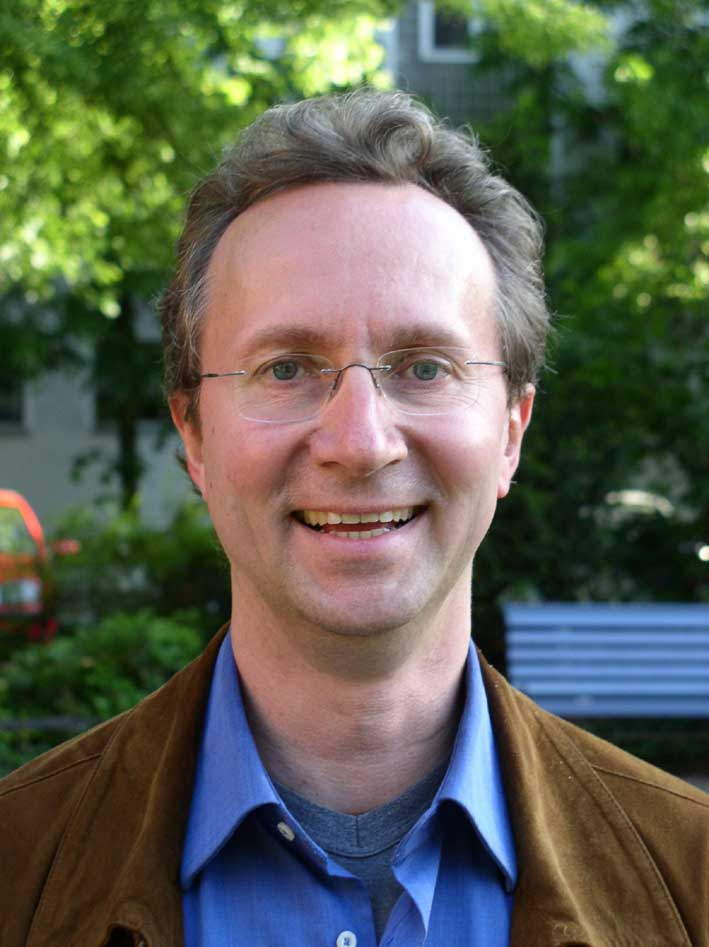
Friedrich Neumann, 2004

Friedrich Neumann (* 17. September 1957 in Herzberg am Harz) ist ein deutscher Musikpädagoge und Schulbuchautor in Glienicke bei Berlin.

## Leben und Wirken
Nach dem Lehramtsstudium (Musik und Geschichte) an der Leuphana Universität Lüneburg arbeitete Neumann bis 1986 als Lehrer an einer Realschule in Bergen (Landkreis Celle). Zwischen 1986 und 1992 war er als Berufsmusiker in verschiedenen Bands, Theatern und als Studiomusiker tätig. Nach einem Aufbaustudium Erziehungswissenschaft von 1990 bis 1992 (Abschluss als Dipl.-Päd.) lehrte er bis 1996 als wissenschaftlicher Mitarbeiter Musik und Kulturwissenschaften an der Universität Lüneburg. Seit 2008 ist er als Lehrbeauftragter für Didaktik und Methodik der Popularmusik an der Universität der Künste in Berlin tätig.
Seit 1996 wirkt Neumann als selbstständiger Musikproduzent und Fachautor für Musikpädagogik und als Referent in der Erwachsenenfortbildung im gesamten deutschsprachigen Raum. Sein Schwerpunkt liegt auf Pop, Rock und Rap im Musikunterricht sowie auf der Grundschul-Musikpädagogik.
Für den Hessischen Rundfunk und den Westdeutschen Rundfunk produzierte er Schulfunksendungen.
Neumann wirkte bei der Entwicklung der Fachzeitschrift Praxis des Musikunterrichts mit. Zusammen mit Frigga Schnelle ist er Gründer und Herausgeber der Fachzeitschrift Musik in der Grundschule. In seiner Firma Studio Neumann GmbH erscheint die Zeitschrift Musik und Bildung. Mit Studio Neumann produziert er außerdem für einige deutsche Schulbuchverlage Lehrmittel und Tonträger für den Musikunterricht. Mehrere seiner Veröffentlichungen erhielten Auszeichnungen. Als Herausgeber von Duett – Das Liederbuch wurde Neumann 2004 mit dem Medienpreis des Verbands Deutscher Schulmusiker ausgezeichnet. 2005 und 2012 erhielt er den Musikeditionspreis Best Edition des deutschen Musikverlegerverbands.
Seit über 30 Jahren ist Neumann in Präsidien und Beiräten in der musikpädagogischen Verbandsarbeit tätig.

## Mitgliedschaften
- Bundesverband Musikunterricht
- BMU-Landesverband Berlin
- Landesmusikrat Berlin
- Landesmusikakademie Berlin

## Werke (Auszug)
Lehrwerke:
- (als Hrsg.): Duett – Schulwerk für Grundschulen, Klett Verlag
- (als Hrsg.): musik live 1. Schulwerk für Klasse 5/6 an allgemeinbildenden Schulen, Klett Verlag, ISBN 978-3-12-177001-4.
- (als Hrsg.): musik live 2. Schulwerk für Klasse 7–10 an allgemeinbildenden Schulen, Klett Verlag, ISBN 978-3-12-177004-5.

Liederbücher:
- Friedrich Neumann (Hrsg.): Liederbuch 5/6. Schott Music, 2016[5]
- Friedrich Neumann, Stefan Sell (Hrsg.): Sing it. Österreichischer Bundesverlag Schulbuch, 2015, ISBN 978-3-209-12682-5.
- Friedrich Neumann (Hrsg.): Schul-Chorbuch. Schott Music, 2014, ISBN 978-3-7957-4859-3.
- Friedrich Neumann, Stefan Sell (Hrsg.): Schul-Liederbuch. Schott Music, 2011, ISBN 978-3-7957-0077-5.
- Friedrich Neumann, Stefan Sell (Hrsg.): Liederbuch kompakt. Schott Music, 2015, ISBN 978-3-7957-4485-4.
- Wulf D. Lugert, Friedrich Neumann (Hrsg.): Songs von Folk bis Hip-Hop. Schroedel/Lugert, 1996, ISBN 3-507-07400-1.

Themenhefte/Buchbroschüren:
- Mediathek Musiklehre. Schott Music, 2016, ISBN 978-3-7957-1061-3.
- Friedrich Neumann: Crashkurs Musikproduktion. Schott Music, 2014, ISBN 978-3-7957-0872-6.
- Praxis Pop Reggae. Lugert Verlag, 2014, ISBN 978-3-89760-426-1.
- Hip-Hop – Unterrichtsmaterialien für Sekundarstufen. Lugert Verlag, 1996, neu aufgelegt 2008, ISBN 978-3-89760-340-0.
- Friedrich Neumann: Gospel & Spiritual. Schott Music, 2002, ISBN 3-7957-0461-8.
- Stomp in the classroom. Schott Music, 2001, neu aufgelegt unter dem Titel Rhythm in the classroom. Schott Music, 2005, ISBN 3-7957-0439-1.
- Deutsch gerappt. Bd. 1, Schott Music, 2006, ISBN 3-7957-0550-9.
- Deutsch gerappt. Bd. 2, Schott Music, 2006, ISBN 3-7957-0548-7.

Kinderbücher:
- Friedrich Neumann: Siggi und der Hai. Buch mit Illustrationen, Hörbuch-CD mit Musik, Studio Neumann, 2013, https://musik-und-bildung.de/produkt/siggi-und-der-hai
- Mirjam James, Friedrich Neumann, Bettina Ohligschläger: Robbe Annabelle. Kindertanzprojekt, Buch, Video-DVD, Audio-CD, Studio Neumann, 2008